# Heiterwang
Heiterwang je obec v Rakousku ve spolkové zemi Tyrolsko v okrese Reutte.
Žije zde 519 obyvatel (1. 1. 2011).